# Anne-Cécile Lequien
Pour les articles homonymes, voir Lequien.
Anne-Cécile Lequien, née le 24 décembre 1977 à Clamart, est une nageuse handisport française.

## Carrière
Anne-Cécile Lequien participe à trois éditions des Jeux paralympiques. Aux Jeux paralympiques d'été de 1992 à Barcelone, elle est médaillée d'argent du relais 4x50 mètres quatre nages S1-6 et médaillée de bronze du 50 mètres dos S5 ainsi que du relais 4x50 mètres nage libre S1-6. Elle est championne paralympique du relais 4 x 50 m quatre nages et médaillée d'argent du 50 mètres dos S4 aux Jeux paralympiques d'été de 2000 à Sydney. Aux Jeux paralympiques d'été de 2004 à Athènes, elle est médaillée de bronze du 50 mètres dos S4 et du 50 mètres papillon S4.